# لیگنوسریک اسید
لیگنوسریک اسید (به انگلیسی: Lignoceric acid) با فرمول شیمیایی C24H48O2 یک ترکیب شیمیایی است. که جرم مولی آن ۳۶۸٫۶۳ گرم بر مول می‌باشد. 